# Ernesto Contreras (cyclisme)
Pour les articles homonymes, voir Contreras.
Ernesto Antonio Contreras Vásquez, né le 19 juin 1937 et mort le 25 octobre 2020, est un coureur cycliste argentin. Considéré comme l'un des meilleurs cyclistes argentins de l'histoire, il a hérité du surnom « El Cóndor de América » pour ses exploits réalisés en montagne.

## Biographie
Ernesto Contreras naît le 19 juin 1937 à Medrano (es), dans la province de Mendoza en Argentine. Il commence le cyclisme à l'âge de 19 ans et remporte sa première course le 22 avril 1956 dans le département de San Martín. Le 13 juin de la même année, il devient champion provincial de Mendoza et le 14 octobre, il s'impose à Trenque Lauquen lors du championnat d'Argentine de poursuite en établissant un nouveau record national.
Il remporte au cours de sa carrière de nombreux titres nationaux (8 en poursuite, 3 sur route et 1 dans la discipline du kilomètre notamment) et participe à trois reprises aux Jeux olympiques avec la sélection argentine, prenant notamment la 5e place lors de la poursuite par équipes en 1960 à Rome ou encore la septième place du contre-la-montre par équipes lors de l'édition 1968 à Mexico. Il est également vice-champion du monde de poursuite par équipes en 1968 derrière les Italiens. Il prend sa retraite du cyclisme à 41 ans.

## Palmarès

### Jeux olympiques
- Rome 1960
  - 5e de la poursuite par équipes
- Tokyo 1964
  - 8e de la poursuite par équipes
- Mexico 1968
  - 9e de la poursuite par équipes

### Championnats du monde
- Montevideo 1968
  -  Médaillé d’argent de la poursuite par équipes amateurs

### Championnats nationaux
- Champion d'Argentine de poursuite : 1956 à 1963 (8 fois)

## Palmarès sur route
- 1958
  - Mendoza-San Juan
- 1959
  -  Champion d'Argentine sur route
- 1962
  - Mendoza-San Juan
- 1964
  - Mendoza-San Juan
- 1968
  - Cruce de Los Andes
- 1970
  -  Champion d'Argentine sur route
- 1971
  -  Champion d'Argentine sur route
- 1973
  - Cruce de Los Andes